# Салимське нафтове родовище
Салимське нафтове родовище розташовано за 120 км від м. Сургут Тюменської області Росії. 
Входить до Західно-Сибірської нафтогазоносної провінції. 
Дев’ять покладів на глибині 2204…2820 м.